# Институт за изследване на близкото минало
Институтът за изследване на близкото миналото е академична неправителствена организация, основана в София през 2005 г.

## Учредители на ИИБМ
- проф. Ивайло Знеполски, преподавател в Софийски университет „Св. Климент Охридски“
- Дими Паница (р. 1930 – поч. 2011), председател на Фондация „Свободна и демократична България“
- Ленко Ленков, историк.[1]

## Мисия на ИИБМ
Стимулирането и подпомагането на изучаването на най-близката и съвременна история на България.
Изследване с максимална научна добросъвестност на комунистическия режим не само като идеологически и политически феномен, но и от историческа, психологическа, социална и антропологична гледна точка:
- трудовите практики,
- социалната политика,
- формите на омекотена репресия,
- семейния живот,
- структурата и функционирането на комунистическата партия, сблъсъка на интереси и противоречия в нея,
- отношението върхушка – партийна база,
- състоянието на културния и интелектуален живот и различните форми на съпротива – от пасивното несъгласие до дисидентството, динамиката в отношението режим – общество.

Важно направление в дейността на Института е и това, което в съвременната социална антропология се обозначава с понятието „устна история“.
ИИБМ има за цел преодоляване на общото говорене за комунизма чрез сериозни, задълбочени конкретни емпирични изследвания на историята на комунистическата идея в България и на комунистическата власт в определени периоди, при дадени събития, сред различни социални групи и отделни личности. За да се достига до адекватни и убедителни изводи от тези изследвания се осигуряват експерти с висока обща и специална теоретична подготовка и се прилагат подходящите методи на анализ и интерпретация, които са достижение на съвременната историческа наука. Връзката между тези две активности обуславя постигането на резултати, които са предназначени да се превърнат в опора на една перспективна обществена педагогика. Една от основните цели на ИИБМ е публикуването и широкото разпространение на неговите или създадени с негова помощ разнопосочни научни проучвания и изследвания. Установен е специален фонд, който да финансира издаването на книги по различни аспекти от комунистическото минало на България. Повечето книги са излезли в поредицата „Минало несвършено“

## Дейности
- Осъществяване на научноизследователски проекти за различни периоди от съвременната българска история и оказване на организационна и финансова подкрепа на експертни екипи и отделни изследователи.
- Научно-методологична и финансова подкрепа на млади специалисти, работещи в областта на съвременната българска история, включително чрез краткосрочни стипендии и специализирани семинари.
- Публикуване на книги на базата на научноизследователските проекти, осъществени от Института, или на такива, тематично свързани с неговите интереси.[2]
- Организиране на конференции, семинари, срещи и дискусии на базата на резултатите от изследователските проекти или по теми, близки с тях.
- Организиране на изложби, тематично свързани със съвременната българска история и изграждане на музей за артефакти от близкото минало.
- Сътрудничество с аналогични организации в страните от Източна и Централна Европа и коопериране в съвместни проекти.
- Изграждане на информационна база и дигитален архив, достъпни за всички, в областта на съвременната българска история въз основа на анкети и интервюта, работа в архивите, обработка на мемоарна литература и книги, третиращи изследваните периоди.[1]

### Издания
„Минало несвършено“
- Колева, Даниела (съст.). Върху храстите не падат мълнии : комунизмът – житейски съдби.   2007. ISBN 978-954-9597-01-1.
- Везенков, Александър. Властовите структури на Българската комунистическа партия 1944 – 1989.   2008. ISBN 978-954-28-0197-9.
- Иванов, Мартин. Реформаторство без реформи : Политическата икономия на българския комунизъм 1963 – 1989.   2008. ISBN 978-954-28-0198-6.
- Знеполски, Ивайло. Българският комунизъм : Социокултурни черти и властова траектория.   2008. ISBN 978-954-28-0236-5.
- Методиев, Момчил. Машина за легитимност : Ролята на Държавна сигурност в комунистическата държава.   2008. ISBN 978-954-28-0237-2.
- Груев, Михаил и др. Възродителният процес : Мюсюлманските общности и комунистическият режим : Политики, реакции и последици.   2008. ISBN 978-954-28-0291-4.
- Вачков, Даниел и др. Българският външен дълг 1944 – 1989 : Банкрутът на комунистическата икономика.   2008. ISBN 978-954-28-0307-2.
- Еленков, Иван. Културният фронт : Българската култура през епохата на комунизма – политическо управление, идеологически основания, институционални режими.   2008. ISBN 978-954-28-0338-6.
- Аврамов, Румен. Пари и де/стабилизация в България 1948 – 1989.   2008. ISBN 978-954-28-0339-3.

## Управителен съвет
- Ивайло Знеполски
- Димитър Паница (р. 1930 – поч. 2011)
- Боряна Димитрова[1]

## Експертен съвет
- Цветан Тодоров (р. 1939 – поч. 2017), Париж – политически философ, член-кореспондент на ИИБМ
- Иван Еленков – историк и културолог, професор в Софийски университет „Св. Климент Охридски“
- Георги Господинов – писател и публицист, научен сътрудник в Института по литература при Българска академия на науките (БАН)
- Румен Даскалов – историк, антрополог, професор в Централноевропейския университет в Будапеща и Нов български университет
- Даниела Колева – антрополог, доцент в Софийски университет „Св. Климент Охридски“
- Мартин Иванов – икономически историк, Институт по история към Българска академия на науките
- Даниел Вачков – историк, Институт по история към към Българска академия на науките
- Александър Везенков – историк
- Михаил Груев – историк, доцент в Историческия факултет на Софийски университет „Св. Климент Охридски“
- Момчил Методиев – историк, главен редактор на сп. „Християнство и култура“

## Някои от авторите и съставилите на издания на ИИБМ
- Румен Аврамов
- Петър Байчев
- Пепка Бояджиева
- Петя Василева-Груева
- Даниел Вачков
- Александър Везенков
- Николай Вуков
- Сергей Вучков
- Ромен Гари (Роман Кацев)
- Михаил Груев
- Мариан Гяурски
- Румен Даскалов
- Мария Дерменджиева
- Мартин К. Димитров
- Нина Димитрова
- Пламен Дойнов
- Иван Еленков
- Ивайло Знеполски
- Мартин Иванов
- Петя Кабакчеива
- Алексей Кальонски
- Райна Карчева
- Константин Касабов
- Даниела Колева
- Чавдар Маринов
- Момчил Методиев
- Нурие Муратова
- Петя Славова
- Клаудия Флорентина-Добре
- Христо Христов

## Сътрудничество с други организации, партньори и донори
- Фондация „Америка за България“,
- Тръст за гражданско общество в Централна и Източна Европа (Trust for Civil Society in Central & Eastern Europe – CEE Trust),
- Институт „Отворено общество“ – София,
- Софийски университет „Св. Климент Охридски“,
- Софийска платформа,
- Издателство „Сиела“.[1][2]